# Hypania invalida
Espèce
Hypania invalida est une espèce de vers polychètes de la famille des Ampharetidae et du genre Hypania.

## Systématique
Le nom scientifique complet (avec auteur) de ce taxon est Hypania invalida (Grube, 1860).
L'espèce a été initialement classée dans le genre Amphicteis sous le protonyme Amphicteis invalida Grube, 1860.
Hypania invalida a pour synonymes :
- Ampharete kawalewskii Grimm, 1876
- Amphicteis invalida Grube, 1860
- Hypania invalida subsp. occidentalis Ostroumouff, 1897
- Phenacia oculata Schmankevitch, 1875